# Basilica di Nostra Signora di Walsingham
La Basilica di Nostra Signora di Walsingham, informalmente nota come Slipper Chapel o Cappella di Santa Caterina d'Alessandria, è una basilica cattolica situata a Houghton Saint Giles, nel Norfolk, in Inghilterra. Costruita nel 1340, fu l'ultima cappella sulla rotta del pellegrino verso Walsingham.
Papa Pio XII, il 15 agosto 1954, concesse un'incoronazione canonica alla statua della Beata Vergine Maria, attualmente custodita nella cappella con il titolo di Nostra Signora di Walsingham.
Papa Francesco ha elevato il santuario allo status di basilica minore, con un decreto apostolico del 27 dicembre 2015.

## Storia
Quando fu costruita la Slipper Chapel, Walsingham era secondo solo a Canterbury per importanza nel pellegrinaggio inglese.
Nel 1538, dopo la Riforma anglicana di re Enrico VIII, la cappella cadde in disuso e fu variamente utilizzata come casa povera, fucina e stalla e fienile. Nel 1863 la cappella fu identificata da una ricca donna del posto, Miss Charlotte Pearson Boyd (1837–1906), convertita al cattolicesimo dall'anglicanesimo. Comprò l'edificio dal proprietario della fattoria nel 1896, lo restaurò e poi donò la cappella all'Abbazia di Downside per uso cattolico. Il 6 febbraio 1897, la cappella fu ristabilita come un santuario che autorizzava la venerazione pubblica dell'immagine, con un rescritto papale di papa Leone XIII. Fu restaurata nel 1904 da Thomas Garner.
Nella festa dell'Assunzione, il 15 agosto 1934, il vescovo di Northampton, Laurence Youens, celebrò la prima messa pubblica nella Slipper Chapel dopo quattrocento anni, e due giorni dopo il cardinale Francis Bourne guidò un pellegrinaggio nazionale dei vescovi cattolici d'Inghilterra e Galles, a cui parteciparono oltre 10.000 persone. Da questa data divenne il Santuario Nazionale Cattolico di Nostra Signora.

## Incoronazione canonica dell'immagine
Venti anni dopo, il 15 agosto 1954, Papa Pio XII delegò il suo nunzio apostolico, monsignor Gerald O'Hara, per incoronare l'immagine venerata della Vergine Maria.
Pochi istanti dopo la cerimonia dell'incoronazione, due colombe bianche scesero sul grembo del simulacro, che era considerato miracoloso dai devoti. La cerimonia è stata accompagnata da piloti britannici e americani, che hanno assicurato la sicurezza dell'evento, e devoti che hanno percorso a piedi nudi l'"Holy Mile" che conduceva al santuario.

## IlMiglio Santo

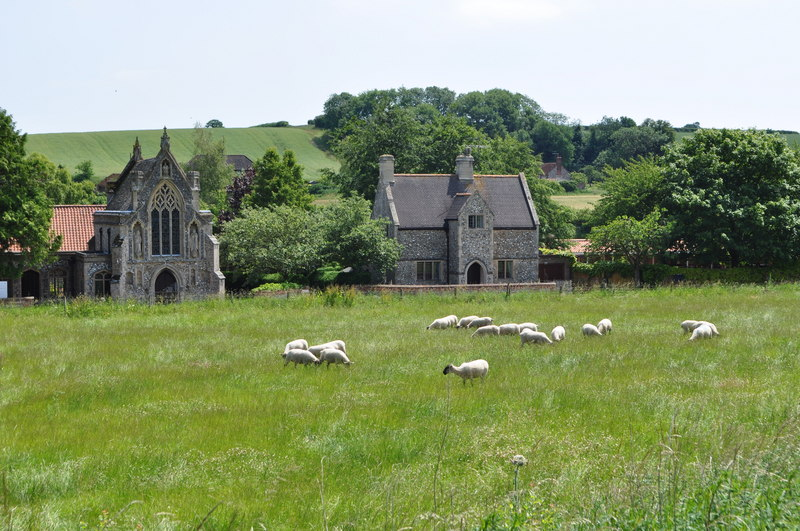
La Slipper Chapel a sinistra

Molti pellegrini moderni rimuovono le scarpe nella Slipper Chapel e percorrono l'ultimo miglio, chiamato "Holy Mile" (Miglio Sacro), a piedi nudi. La Slipper Chapel contiene una statua in pietra della Vergine Maria scolpita da Marcel Barbeau. La statua fu portata a Wembley per essere benedetta da Papa Giovanni Paolo II, quando visitò l'Inghilterra il 29 maggio 1982.
Ogni anno, l'8 settembre, in occasione della festa della Natività della Madonna, la statua della Madonna di Walsingham viene trasportata per diverse miglia in una processione che inizia dalla Slipper Chapel.
Oggi il complesso che circonda la Slipper Chapel comprende una Cappella della Riconciliazione, costruita nel 1982, che può ospitare fino a 350 persone e può essere aperta verso l'area di pellegrinaggio in occasione di cerimonie più grandi, inoltre una libreria e una sala da tè.
Nel 2007 la Slipper Chapel apparve nella serie di documentari della BBC How We Built Britain, presentata da David Dimbleby.

## Status di basilica minore
Papa Francesco ha elevato il santuario allo status di basilica minore il 27 dicembre 2015, tramite un decreto pontificio della Congregazione per il Culto divino e la Disciplina dei Sacramenti.

## Galleria d'immagini

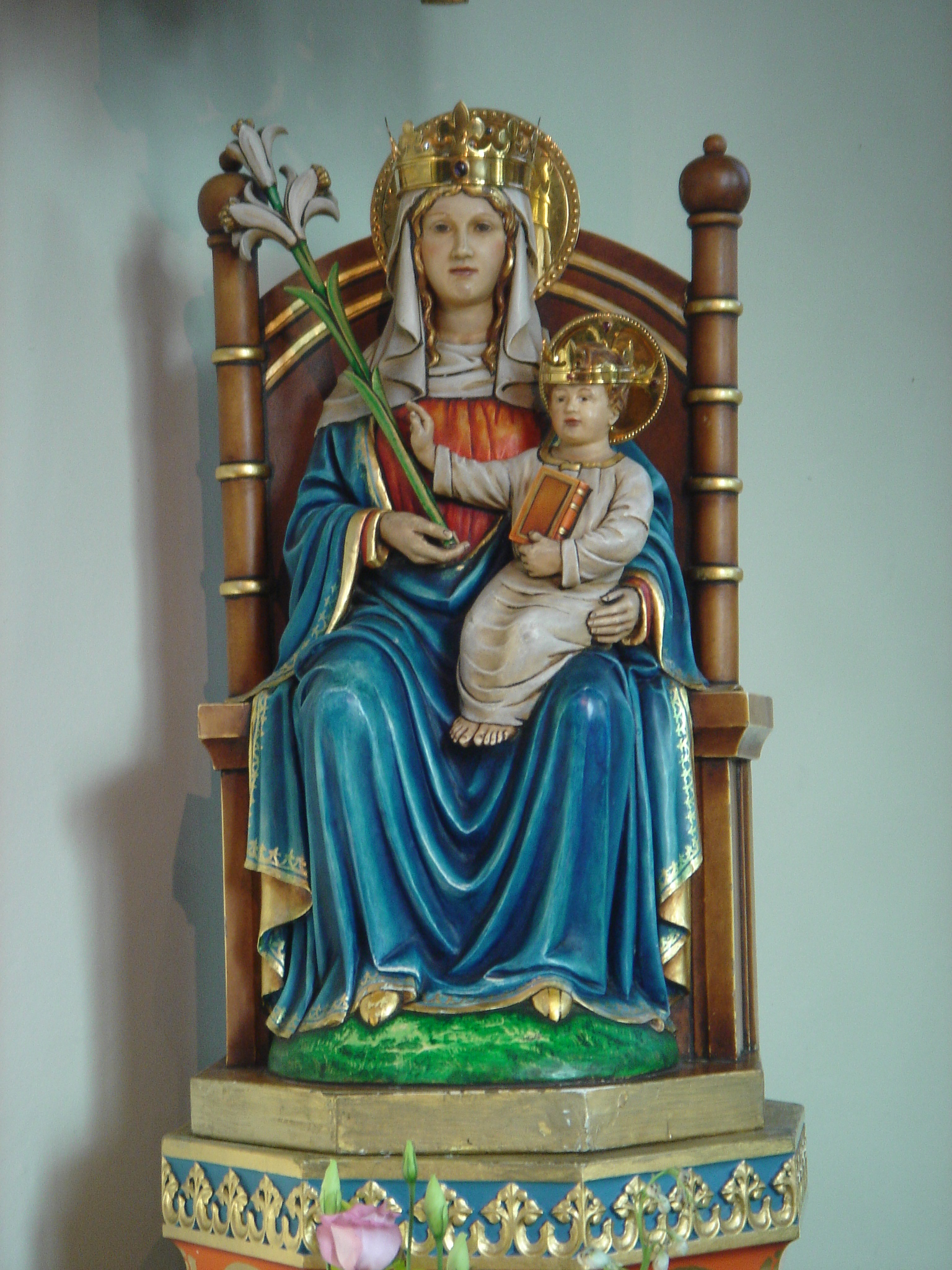
L'immagine di Nostra Signora di Walsingham; le fu concessa l'incoronazione canonica da papa Pio XII il 15 agosto 1954.
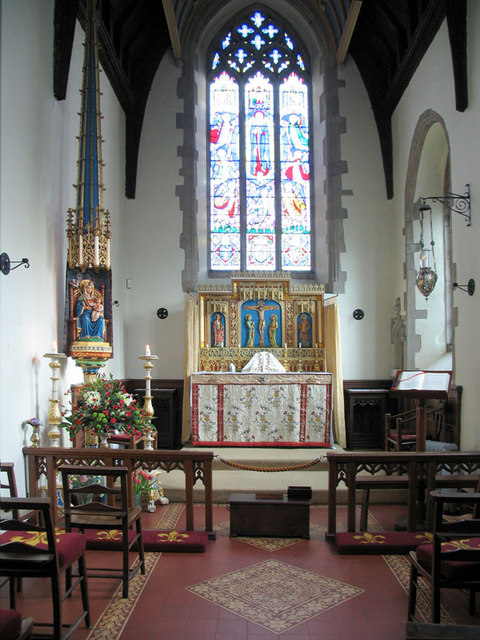
Estremità orientale dell'interno del santuario.